# KZ Schwerte

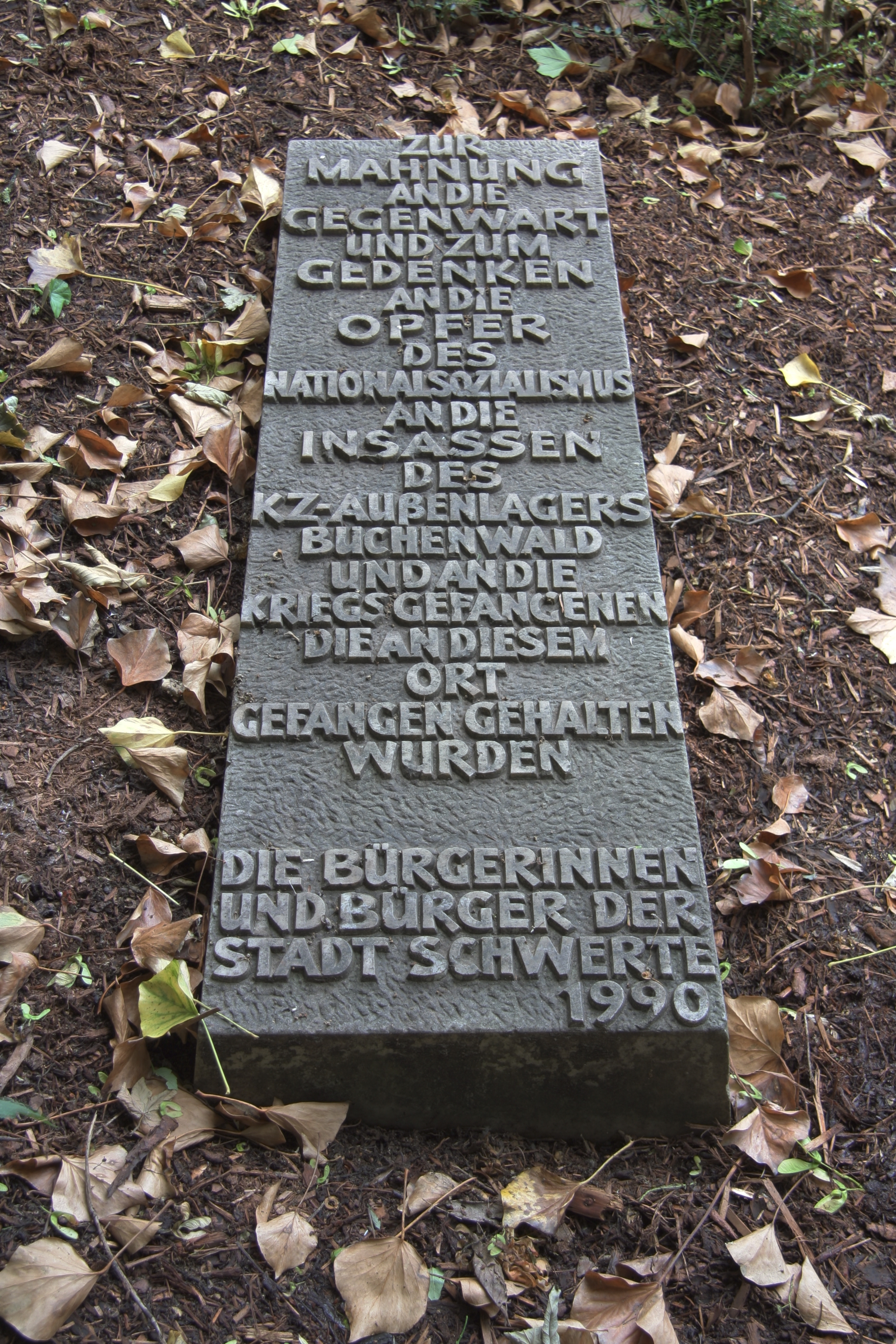
Gedenktafel

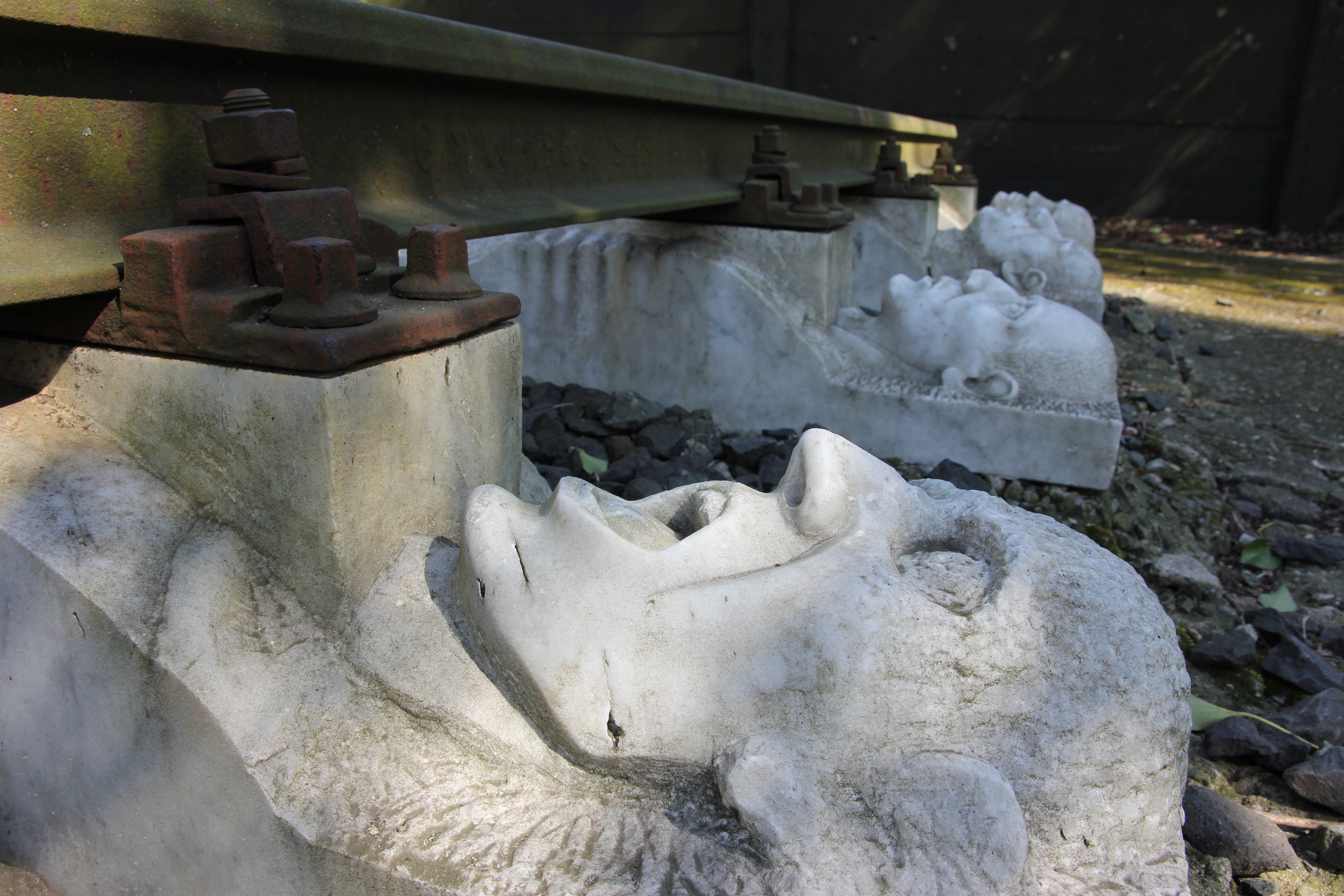
Skulptur des Künstlers Horst Wegener

Das Konzentrationslager Schwerte-Ost war vom 6. April 1944 bis zum 29. Januar 1945 ein Nebenlager des Konzentrationslagers Buchenwald bei Weimar. Es befand sich auf dem Gelände des damaligen Ausbesserungswerkes der Deutschen Reichsbahn in Schwerte (Eisenbahnausbesserungswerk Schwerte-Ost), nahe dem Bahnhof Schwerte Ost.
Das Arbeitslager lag außerhalb der Werksmauern des Reichsbahnausbesserungswerkes, in unmittelbarer Nähe zur heutigen Tennisanlage. Die insgesamt sieben Baracken waren durch einen Elektrozaun gesichert und wurden von einer SS-Wachmannschaft kontrolliert. Die ersten 100 Häftlinge trafen am 7. April in Schwerte ein. Sie wurden unter Anleitung deutscher Vorarbeiter für Reparatur- und Umrüstungsarbeiten an Lokomotiven eingesetzt. Die Anzahl schwankte stark. Eine am 29. September 1944 erstellte Stärkemeldung berichtet von 701 Gefangenen. Nach Unterlagen der Gedenkstätte Buchenwald wurde der KZ-Außenposten im Reichsbahnausbesserungswerk Schwerte-Ost mit der Rückführung von 201 Gefangenen am 15. Januar 1945 aufgelöst.
An das Lager erinnert heute eine Gedenkstätte. Hier befindet sich eine Skulptur des Dortmunder Künstlers Horst Wegener, die ein ca. fünf Meter langes Eisenbahngleis mit fünf steinernen Schwellen darstellt. Die Schwellen sind den Körpern von geschundenen männlichen Personen nachempfunden. Neben der Skulptur befindet sich eine liegende steinerne Gedenk- und Mahntafel der Stadt Schwerte.
Die noch verbliebenen Überreste der Anlage sind in der Denkmalliste der Stadt Schwerte eingetragen.